# Hemignathus lucidus
Hemignathus lucidus là một loài chim trong họ Fringillidae.